# Баодин Жунда
«Баодин Жунда» (кит. упр. 保定容大足球俱乐部) — китайский футбольный клуб из города Баодин провинции Хэбэй, выступающий в третьем дивизионе. Домашней ареной клуба являлся стадион Хэбэйского университета, вмещающий 20000 человек. Основным спонсором и владельцем клуба является компания «Baoding City Real Estate Group».

## История
Первоначально в 2008 года был создан футбольный клуб «Хэбэй Инли» (河北英利), который являлся собственностью компании Yingli, а команда выступала в любительской лиге провинции Хэбэй. Несмотря на то, что в команде играли только рабочие и служащие компании, ей удалось достичь финала Любительской лиги Китая, где в розыгрыше 2010 года команда заняла 4-е место. После такого выступления командой заинтересовалась компания «Baoding City Real Estate Group», которая помогла  зарегистрироваться для участия во второй лиге. В итоге, 21 апреля 2015 года компания официально стала собственником клуба и переименовала его в «Баодин Инли Итун», а регистрация позволила принять участие в розыгрыше второй лиги сезона 2015 года. В дебютном сезоне главным тренером клуба стал Фань Юйхун, а команда в качестве домашней площадки использовала стадион школы иностранных языков Баодина. По итогам сезона команда заняла пятое место и не попала в плей-офф, новым главным тренером стал Чжао Чанхун. В следующем сезоне команда продолжила получать спонсорскую помощь от корпорации Баодин, а также переехала на Народный стадион Баодина, в итоге клуб смог попасть в плей-офф и со второго места впервые в истории выйти в первую лигу. 1 июля 2017 года президент клуба Мэн Юнли озвучил идею о том, что команда может сняться с розыгрыша, так как «Баодин» проиграл по пенальти в сложном матче клубу «Ухань Чжоэр». На следующий день Мэн Инли подал в отставку, а команда осталась в лиге и понесла наказание со стороны Китайской футбольной ассоциации.

## Изменение названия
- 2015–: Баодин Инли Итун (保定英利易通)